# Oblast' di Poltava
L'Oblast' di Poltava (in ucraino Полтавська область?, Poltavs'ka oblast'), colloquialmente anche Poltavščyna (Полтавщина?), è una delle 24 oblast' dell'Ucraina, con capoluogo Poltava. Altre città importanti sono: Horišni Plavni, Kremenčuk, Lubny e Myrhorod.

## Geografia fisica
L'Oblast' di Poltava si trova nella parte centrale dell'Ucraina, sulla riva est del fiume Dnepr e confina con le oblast' di Černihiv, Sumy, Charkiv, Dnipropetrovs’k, Kirovohrad, Čerkasy e Kiev.

### Centri abitati
Le maggiori città sono, in ordine alfabetico, Červonozavods'ke, Chorol, Hadjač, Hlobyne, Horišni Plavni, Hrebinka, Karlivka, Kobeljaky, Kremenčuk, Lochvycja, Lubny, Myrhorod, Pirjatyn, Poltava e Zin'kiv.

## Suddivisioni

### Suddivisone amministrativa dopo il 2020
L'oblast' di Poltava è suddivisa amministrativamente in 4 distretti: Kremenčuk, Lubny, Myrhorod, Poltava.
I dati che seguono mostrano il numero di ogni tipo di suddivisione amministrativa:
- Distretti: 4
- Città: 15
- Insediamenti rurali: 21
- Villaggi: 1 831

### Suddivisione amministrativa prima del 2020
Prima della riforma amministrativa del 2020 l'oblast' di Poltava era suddivisa in 25 distretti e 5 città direttamente subordinate al consiglio di oblast': Horišni Plavni, Kremenčuk, Lubny, Myrhorod, e Poltava capoluogo.
I dati che seguono mostrano il numero di ogni tipo di suddivisione amministrativa prima della riforma amministrativa del 2020:
- Distretti: 25
- Città: 15
- Insediamenti rurali: 21
- Villaggi: 1 831

## Società

### Evoluzione demografica
I dati al 1º gennaio 2005 riportano una popolazione di 1 584 446 abitanti con una densità di 59 persone per km².

## Economia

### Industria
Questa Oblast' è il centro dell'industria ucraina del gas naturale e del petrolio, con il maggior numero di perforazioni e gas/oleodotti.
Il maggiore impianto di raffinazione si trova nella città di Kremenčuk. Nella zona sono presenti anche impianti attrezzati per l'estrazione di minerali ferrosi. In tutto vi sono 374 organizzazioni industriali su vasta scala e 618 di minori dimensioni.

### Agricoltura
La provincia produce in quantità ragguardevoli frumento, barbabietola da zucchero, semi di girasole e patate. Da menzionare anche la produzione derivante dall'allevamento di bestiame: carne, latte e uova. All'inizio del 1999 vi erano 1311 aziende agricole registrate.